# Grevillea leiophylla
Grevillea leiophylla är en tvåhjärtbladig växtart som beskrevs av F. Müll. och George Bentham. Grevillea leiophylla ingår i släktet Grevillea och familjen Proteaceae. Inga underarter finns listade i Catalogue of Life.